# Short Bus (Filter)
Short Bus è il primo album in studio del gruppo musicale statunitense Filter, pubblicato nel 1995.

## Tracce
1. Hey Man Nice Shot – 5:14
2. Dose – 3:53
3. Under – 4:18
4. Spent – 4:37
5. Take Another – 4:23
6. Stuck in Here – 3:34
7. It's Over – 3:36
8. Gerbil – 3:21
9. White Like That – 4:17
10. Consider This – 4:18
11. So Cool – 4:26

## Formazione
- Richard Patrick – voce, chitarre, basso, batteria
- Brian Liesegang – tastiere, chitarre, batteria